# Gabelöl
Gabelöl ist ein Hydrauliköl und Schmierstoff, welches in Teleskopgabeln von Zweirädern verwendet wird, wie bei Fahrrad-Federgabeln und Motorradgabeln. Es ist wie Motoröl in mineralölbasierter, vollsynthetischer und teilsynthetischer Form sowie in verschiedenen Viskositäten erhältlich.
Das Gabelöl dient zur Schmierung von Lagerbuchsen, Führungen und Federn sowie bei Gabeln mit Open-Cartridge-Systemen auch als Arbeitsfluid für den oder die ölhydraulischen Stoßdämpfereinsätze. Die Dämpferwirkung einer solchen Telegabel lässt sich über die Viskosität des eingefüllten Gabelöles beeinflussen. Es ist in Viskositäten von SAE 2,5 bis SAE 30 erhältlich. Gabelöle mit großen Viskositätsindex weisen über einen weiten Temperaturbereich ein gleichbleibendes Dämpfungsverhalten auf. Bei Gabeln mit Closed-Cartridge-Dämpfern muss die Gabelölfüllung lediglich die gleitenden Bauteile schmieren, da die Dämpfereinsätze eine abgeschlossene, gesonderte Ölfüllung haben.
Die Ölfüllung moderner Telegabeln befindet sich in den als abgeschlossenes Reservoir ausgebildeten Innenräumen der einzelnen Gabelholme. Die Abdichtung des Ölraumes (und ggf. auch Druckraumes bei luftunterstützten Federungen) nach außen erfolgt durch einen als Gleitringdichtung arbeitenden Wellendichtring zwischen den teleskopierenden Bauteilen. Da das Gabelöl altert und auch von Abrieb und durch die Gleitdichtringe eingeschleppten Schmutz und Feuchtigkeit beeinträchtigt wird, ist regelmäßig ein Gabelölwechsel nach Vorgabe des Herstellers durchzuführen. Oft finden sich am unteren Ende der Gabel in der Nähe der Achsklemmung kleine Ablassschrauben für die Wartung. Sind keine solchen Ablassschrauben vorhanden und kann das Öl auch nicht durch die fußseitige Verschraubung der Dämpferkolbenstange oder Federdruckstange abgelassen werden (wie bei vielen Fahrradgabeln), müssen zum Ölwechsel die Gabelholme aus den Gabelbrücken ausgebaut werden (Motorrad) oder das Fahrrad muss auf den Kopf gestellt werden und das Öl durch die oberen Verschlussstopfen ausgegossen werden. Durch diese Stopfen erfolgt im Regelfall auch die Befüllung mit Frischöl. Die Füllmengen sind vom Hersteller vorgegeben und bewegen sich im Bereich von bis zu ein paar hundert Millilitern, oftmals in abweichenden Mengen links und rechts aufgrund der unterschiedlichen Funktionen der Holme.
Da die Menge des eingefüllten Gabelöls dafür ausschlaggebend ist, wie groß das zwischen dem Ölspiegel und dem Verschlussstopfen in den einzelnen Rohren vorhandene Luftvolumen ist, muss bei der Befüllung der Gabelrohre mit frischem Öl exakt nach Vorgabe gearbeitet werden, da dieses Luftpolster – einen meist vom Konstrukteur beabsichtigten – Einfluss auf die Federrate der Gabel hat.
Bis in die 2000er Jahre wurde bei Motorrädern auch häufig Automatikgetriebeöl („ATF“) als Gabelölfüllung verwendet, z. B. bei vielen Honda-Modellen.
Nicht alle Teleskopgabeln haben ein geschlossenes Ölbad und benötigen Gabelölfüllungen; einfache Mofa- und Moped-Teleskopgabeln werden oft nur gefettet, ebenso ist dies bei älteren Elastomer-Fahrradgabeln der Fall.